# Wybuch gazu w Poznaniu (1926)
Wybuch gazu w 1926 – wybuch zbiornika z gazem miejskim w Poznaniu, który miał miejsce 26 lutego 1926 w miejskiej gazowni przy ul. Grobla.

## Historia
Wybuch nastąpił o godzinie 13:30. Prawdopodobnie w wyniku wady konstrukcyjnej (wkleszczenie się płyty naciskowej zamykającej rezerwuar, planowana była naprawa) wybuchł największy ze zbiorników z gazem (nr 5), mieszczący 50 000 m³ tego paliwa (tego dnia nie był napełniony w całości – zawierał około 20 000 m³ gazu) i wart 2 miliony guldenów gdańskich. Pokrywa zbiornika, odrzucona siłą wybuchu, spadła na podwórze przy ul. Łaziennej (około 500 m dalej). W promieniu kilometra (m.in. na Chwaliszewie i placu Bernardyńskim) powypadały prawie wszystkie szyby, zerwane zostały blachy dachowe, pospadała część gzymsów i dachówek, w wyniku czego rannych zostało 40 osób (w tym dwie ciężko na terenie samego zakładu). W wielu kamienicach popękały piece. Witryna została wybita nawet przy ul. Ratajczaka w sklepie Gebethnera. Pożar gasiło pięć zastępów straży pożarnej z ul. Masztalarskiej i trzy sanitarne z ul. Grunwaldzkiej. Loty rozpoznawcze wykonywały dwa samoloty z lotniska na Ławicy. Kłęby czarnego dymu zasnuły dużą część Starego Miasta. Teren otoczyła policja i wojsko, a akcją gaśniczą dowodził osobiście naczelnik poznańskiej Straży Pożarnej – Jan Kiedacz. Pożar wywołał panikę i bezładną ucieczkę wśród mieszkańców okolicznych ulic. Akcję gaśniczą zakończono około godziny 18:15.
Zbiornik, który eksplodował, został zbudowany w 1916 przez firmę Maschinenfabrik Augsburg-Nurnberg. Był to pierwszy w Polsce zbiornik bezwodny. Był corocznie regularnie kontrolowany, a drobne usterki od razu usuwano. Na żądanie gazowni zbiornik został sprawdzony przez przedstawiciela producenta na tydzień przed wybuchem i nie stwierdzono żadnych nieprawidłowości. Niektórzy pracownicy twierdzili, że na dzień przed wybuchem (wieczorem) czuli zapach gazu przy zbiorniku. Skala zdarzenia wywołała nawet podejrzenia o zaplanowany zamach.
Prezydent Cyryl Ratajski, nie dysponując praktycznie żadnymi środkami z kasy miejskiej dla ofiar katastrofy, postanowił odwołać się do ofiar obywatelskich, samemu dając przykładowy datek w wysokości stu złotych. Do 1 marca 1926 uzbierano łącznie 5446,21 złotych i z tych pieniędzy wypłacono ofiarom zapomogi w wysokości od 15 do 50 złotych.